# Saison 2013-2014 de la KHL
Saison précédente Saison suivante
La saison 2013-2014 est la sixième saison de hockey sur glace de la Ligue continentale de hockey (désignée par le sigle KHL).

## Palmarès de la saison
KHL
- Coupe d'Ouverture : HK Dinamo Moscou
- Coupe du Continent : HK Dinamo Moscou
- Coupe du champion de la conférence ouest : HC Lev Prague
- Coupe du champion de la conférence est : Metallourg Magnitogorsk
- Coupe Gagarine : Metallourg Magnitogorsk

VHL
- Coupe Bratine : Saryarka Karaganda

MHL
- Coupe Kharlamov : MHK Spartak

## KHL
Le club russe de l'Admiral Vladivostok et le KHL Medveščak Zagreb (Croatie) font leur entrée dans la ligue. Le HK Vitiaz déménage de Tchekhov à Podolsk.

### Saison régulière
Coupe d'Ouverture
La saison régulière débute le 4 septembre 2013 par le match opposant les équipes finalistes de la saison précédente, le HK Dinamo Moscou au Traktor Tcheliabinsk. Le vainqueur remporte la Coupe d'Ouverture
| 4 septembre 2013 | HK Dinamo Moscou | 5-1 (0-1, 2-0, 3-0) | Traktor Tcheliabinsk | Loujniki Arena 6 984 spectateurs |

| Feuille de match     | Feuille de match | Feuille de match        | Feuille de match                       | Feuille de match |
| -------------------- | --- | ----------------------- | -------------------------------------- | ---------------- |
|                      | Pestouchko (Komarov) — 30 min 50 s Pestouchko (Babenko, Soïne) — 32 min 23 s Komarov (Gorovikov, Pestouchko) — 42 min 47 s Soïne (Glazatchiov) — 44 min 7 s Tsvetkov (Kokarev) — 59 min 49 s | 0-1 1-1 2-1 3-1 4-1 5-1 | Douguine (Dārziņš, Panov) — 7 min 40 s |                  |
| Aleksandr Ieriomenko | Gardiens | Michael Garnett         |                                        |                  |
| 10 min               | Pénalités | 8 min                   |                                        |                  |
| 39                   | Tirs | 20                      |                                        |                  |

#### Classements
La distribution des points s'effectue selon le système suivant :
- 3 points pour la victoire dans le temps réglementaire.
- 2 points pour la victoire en prolongation ou aux tirs au but.
- 1 point pour la défaite en prolongation ou aux tirs au but.
- 0 point pour la défaite dans le temps réglementaire.

##### Conférence Ouest
| Clt   | Équipe                | PJ | V  | VP | VF | D  | DP | DF | BP  | BC  | Pts |
| ----- | --------------------- | -- | -- | -- | -- | -- | -- | -- | --- | --- | --- |
| +001, | SKA Saint-Pétersbourg | 54 | 30 | 1  | 4  | 14 | 1  | 4  | 175 | 115 | 105 |
| +002, | HC Lev Prague         | 54 | 23 | 3  | 9  | 13 | 4  | 2  | 149 | 107 | 99  |
| +003, | Dinamo Riga           | 54 | 22 | 5  | 6  | 16 | 1  | 4  | 141 | 122 | 93  |
| +004, | KHL Medveščak Zagreb  | 54 | 24 | 1  | 3  | 14 | 4  | 8  | 138 | 126 | 92  |
| +005, | HK CSKA Moscou        | 54 | 25 | 2  | 5  | 20 | 1  | 1  | 130 | 118 | 91  |
| +006, | HC Slovan Bratislava  | 54 | 15 | 3  | 6  | 26 | 1  | 3  | 120 | 160 | 67  |
| +007, | HK Dinamo Minsk       | 54 | 13 | 1  | 3  | 31 | 2  | 4  | 102 | 161 | 53  |

| Clt   | Équipe                 | PJ | V  | VP | VF | D  | DP | DF | BP  | BC  | Pts |
| ----- | ---------------------- | -- | -- | -- | -- | -- | -- | -- | --- | --- | --- |
| +001, | HK Dinamo Moscou       | 54 | 34 | 2  | 2  | 11 | 0  | 5  | 171 | 113 | 115 |
| +002, | Donbass Donetsk        | 54 | 27 | 3  | 4  | 18 | 0  | 2  | 135 | 99  | 97  |
| +003, | Lokomotiv Iaroslavl    | 54 | 23 | 2  | 3  | 21 | 1  | 4  | 109 | 103 | 84  |
| +004, | Atlant Mytichtchi      | 54 | 19 | 1  | 7  | 22 | 2  | 3  | 123 | 120 | 78  |
| +005, | Severstal Tcherepovets | 54 | 20 | 0  | 5  | 22 | 2  | 5  | 128 | 135 | 77  |
| +006, | HK Vitiaz              | 54 | 12 | 1  | 5  | 26 | 1  | 9  | 110 | 147 | 58  |
| +007, | HK Spartak Moscou      | 54 | 12 | 4  | 4  | 28 | 2  | 4  | 105 | 147 | 58  |

| Clt   | Équipe                 | PJ | V  | VP | VF | D  | DP | DF | BP  | BC  | Pts |
| ----- | ---------------------- | -- | -- | -- | -- | -- | -- | -- | --- | --- | --- |
| +001, | HK Dinamo Moscou       | 54 | 34 | 2  | 2  | 11 | 0  | 5  | 171 | 113 | 115 |
| +002, | SKA Saint-Pétersbourg  | 54 | 30 | 1  | 4  | 14 | 1  | 4  | 175 | 115 | 105 |
| +003, | HC Lev Prague          | 54 | 23 | 3  | 9  | 13 | 4  | 2  | 149 | 107 | 99  |
| +004, | Donbass Donetsk        | 54 | 27 | 3  | 4  | 18 | 0  | 2  | 135 | 99  | 97  |
| +005, | Dinamo Riga            | 54 | 22 | 5  | 6  | 16 | 1  | 4  | 141 | 122 | 93  |
| +006, | KHL Medveščak Zagreb   | 54 | 24 | 1  | 3  | 14 | 4  | 8  | 138 | 126 | 92  |
| +007, | HK CSKA Moscou         | 54 | 25 | 2  | 5  | 20 | 1  | 1  | 130 | 118 | 91  |
| +008, | Lokomotiv Iaroslavl    | 54 | 23 | 2  | 3  | 21 | 1  | 4  | 109 | 103 | 84  |
| +009, | Atlant Mytichtchi      | 54 | 19 | 1  | 7  | 22 | 2  | 3  | 123 | 120 | 78  |
| +010, | Severstal Tcherepovets | 54 | 20 | 0  | 5  | 22 | 2  | 5  | 128 | 135 | 77  |
| +011, | HC Slovan Bratislava   | 54 | 15 | 3  | 6  | 26 | 1  | 3  | 120 | 160 | 67  |
| +012, | HK Vitiaz              | 54 | 12 | 1  | 5  | 26 | 1  | 9  | 110 | 147 | 58  |
| +013, | HK Spartak Moscou      | 54 | 12 | 4  | 4  | 28 | 2  | 4  | 105 | 147 | 58  |
| +014, | HK Dinamo Minsk        | 54 | 13 | 1  | 3  | 31 | 2  | 4  | 102 | 161 | 53  |

##### Conférence Est
| Clt   | Équipe                   | PJ | V  | VP | VF | D  | DP | DF | BP  | BC  | Pts |
| ----- | ------------------------ | -- | -- | -- | -- | -- | -- | -- | --- | --- | --- |
| +001, | Barys Astana             | 54 | 26 | 2  | 4  | 18 | 2  | 2  | 182 | 127 | 94  |
| +002, | Salavat Ioulaïev Oufa    | 54 | 25 | 3  | 3  | 16 | 3  | 4  | 155 | 140 | 94  |
| +003, | Sibir Novossibirsk       | 54 | 22 | 2  | 5  | 18 | 1  | 6  | 125 | 117 | 87  |
| +004, | Admiral Vladivostok      | 54 | 21 | 1  | 4  | 23 | 1  | 4  | 135 | 129 | 78  |
| +005, | Avangard Omsk            | 54 | 17 | 1  | 5  | 23 | 1  | 4  | 135 | 129 | 69  |
| +006, | Metallourg Novokouznetsk | 54 | 12 | 1  | 1  | 30 | 6  | 4  | 115 | 170 | 50  |
| +007, | Amour Khabarovsk         | 54 | 8  | 1  | 4  | 30 | 1  | 10 | 106 | 182 | 45  |

| Clt   | Équipe                      | PJ | V  | VP | VF | D  | DP | DF | BP  | BC  | Pts |
| ----- | --------------------------- | -- | -- | -- | -- | -- | -- | -- | --- | --- | --- |
| +001, | Metallourg Magnitogorsk     | 54 | 30 | 3  | 2  | 11 | 2  | 6  | 166 | 113 | 108 |
| +002, | Ak Bars Kazan               | 54 | 26 | 4  | 4  | 14 | 1  | 5  | 139 | 108 | 100 |
| +003, | Torpedo Nijni Novgorod      | 54 | 25 | 2  | 5  | 17 | 2  | 3  | 153 | 121 | 94  |
| +004, | Avtomobilist Iekaterinbourg | 54 | 22 | 0  | 7  | 19 | 1  | 5  | 134 | 125 | 86  |
| +005, | Traktor Tcheliabinsk        | 54 | 18 | 1  | 6  | 22 | 2  | 5  | 126 | 148 | 75  |
| +006, | Iougra Khanty-Mansiïsk      | 54 | 16 | 1  | 3  | 26 | 6  | 2  | 128 | 166 | 64  |
| +007, | Neftekhimik Nijnekamsk      | 54 | 15 | 2  | 2  | 31 | 1  | 3  | 127 | 152 | 57  |

| Clt   | Équipe                      | PJ | V  | VP | VF | D  | DP | DF | BP  | BC  | Pts |
| ----- | --------------------------- | -- | -- | -- | -- | -- | -- | -- | --- | --- | --- |
| +001, | Metallourg Magnitogorsk     | 54 | 30 | 3  | 2  | 11 | 2  | 6  | 166 | 113 | 108 |
| +002, | Barys Astana                | 54 | 26 | 2  | 4  | 18 | 2  | 2  | 182 | 127 | 94  |
| +003, | Ak Bars Kazan               | 54 | 26 | 4  | 4  | 14 | 1  | 5  | 139 | 108 | 100 |
| +004, | Salavat Ioulaïev Oufa       | 54 | 25 | 3  | 3  | 16 | 3  | 4  | 155 | 140 | 94  |
| +005, | Torpedo Nijni Novgorod      | 54 | 25 | 2  | 5  | 17 | 2  | 3  | 153 | 121 | 94  |
| +006, | Sibir Novossibirsk          | 54 | 22 | 2  | 5  | 18 | 1  | 6  | 125 | 117 | 87  |
| +007, | Avtomobilist Iekaterinbourg | 54 | 22 | 0  | 7  | 19 | 1  | 5  | 134 | 125 | 86  |
| +008, | Admiral Vladivostok         | 54 | 21 | 1  | 4  | 23 | 1  | 4  | 135 | 129 | 78  |
| +009, | Traktor Tcheliabinsk        | 54 | 18 | 1  | 6  | 22 | 2  | 5  | 126 | 148 | 75  |
| +010, | Avangard Omsk               | 54 | 17 | 1  | 5  | 23 | 1  | 4  | 135 | 129 | 69  |
| +011, | Iougra Khanty-Mansiïsk      | 54 | 16 | 1  | 3  | 26 | 6  | 2  | 128 | 166 | 64  |
| +012, | Neftekhimik Nijnekamsk      | 54 | 15 | 2  | 2  | 31 | 1  | 3  | 127 | 152 | 57  |
| +013, | Metallourg Novokouznetsk    | 54 | 12 | 1  | 1  | 30 | 6  | 4  | 115 | 170 | 50  |
| +014, | Amour Khabarovsk            | 54 | 8  | 1  | 4  | 30 | 1  | 10 | 106 | 182 | 45  |

- Champion de la Koubok Kontinenta
- Champion de division
- Qualifié pour la Coupe Gagarine

### Meilleurs joueurs
Chaque mois ou lors de chaque phase importante, les analystes de la KHL élisent les joueurs les plus méritants.
Un joueur est considéré débutant s'il est né après le 1er janvier 1991 et s'il a disputé moins de vingt matchs au plus haut niveau russe avant cette saison.
| Mois                            | Gardien                                        | Défenseur                                 | Attaquant                                   | Débutant                                     |
| ------------------------------- | ---------------------------------------------- | ----------------------------------------- | ------------------------------------------- | -------------------------------------------- |
| Septembre                       | Konstantin Barouline (Kazan)                   | Chris Lee (Metallourg Magnitogorsk)       | Maksim Pestouchko (HK Dinamo Moscou)        | Andreï Vassilevski (Salavat Ioulaïev Oufa\|) |
| Octobre                         | Barry Brust (KHL Medveščak Zagreb)             | Maksim Tchoudinov (SKA Saint-Pétersbourg) | Danis Zaripov (Magnitogorsk)                | Iaroslav Dyblenko (Atlant Mytichtchi)        |
| Novembre                        | Alexander Salák (SKA Saint-Pétersbourg)        | Deron Quint (Spartak Moscou)              | Sergueï Moziakine (Magnitogorsk)            | Andreï Vassilevski (Salavat Ioulaïev Oufa)   |
| Décembre                        | Jakub Kovář (Avtomobilist Iekatarinbourg)      | Dominik Graňák (HK Dinamo Moscou)         | Brandon Bochenski (Barys Astana)            | Mark Skoutar (Metallourg Novokouznetsk)      |
| Janvier                         | Jakub Kovář (Avtomobilist Iekatarinbourg)      | Viktor Antipine (Metallourg Magnitogorsk) | Sergueï Moziakine (Metallourg Magnitogorsk) | Sergueï Chmeliov (Atlant Mytichtchi)         |
| Mars                            | Curtis Sanford (Lokomotiv Iaroslavl)           | Ilia Gorokhov (Lokomotiv Iaroslavl)       | Sergueï Moziakine (Metallourg Magnitogorsk) | Andreï Vassilevski (Salavat Ioulaïev Oufa)   |
| Avril                           | Vassili Kochetchkine (Metallourg Magnitogorsk) | Ondřej Němec (HC Lev)                     | Sergueï Moziakine (Metallourg Magnitogorsk) | Andreï Vassilevski (Salavat Ioulaïev Oufa)   |
| Quarts-de-finale de conférences | Curtis Sanford (Lokomotiv Iaroslavl)           | Aleksandr Koutouzov (Sibir Novossibirsk)  | Teemu Laine(Donbass Donetsk)                | Andreï Vassilevski (Salavat Ioulaïev Oufa)   |
| Demi-finales de conférences     | Vassili Kochetchkine (Metallourg Magnitogorsk) | Kirill Koltsov (Salavat Ioulaïev Oufa)    | Roman Červenka (SKA Saint-Pétersbourg)      | Andreï Vassilevski (Salavat Ioulaïev Oufa)   |
| Finales de conférences          | Petri Vehanen (HC Lev Prague)                  | Nathan Oystrick (HC Lev Prague)           | Sergueï Moziakine (Metallourg Magnitogorsk) | Andreï Vassilevski (Salavat Ioulaïev Oufa)   |
| Finale de la Coupe Gagarine     | Vassili Kochetchkine (Metallourg Magnitogorsk) | Viktor Antipine (Metallourg Magnitogorsk) | Justin Azevedo (HC Lev)                     | -                                            |

### Coupe Gagarine
Seize équipes participent aux séries éliminatoires : huit de la conférence Est et huit de la conférence Ouest.
|  | Quarts de finale de Conférence | Quarts de finale de Conférence | Quarts de finale de Conférence |   |                         | Demi-finales de Conférence | Demi-finales de Conférence | Demi-finales de Conférence |  |   | Finales de Conférence   | Finales de Conférence | Finales de Conférence |  |   | Finale de la Coupe Gagarine | Finale de la Coupe Gagarine | Finale de la Coupe Gagarine |
|  |                                |                                |                                |   |                         |                            |                            |                            |  |   |                         |                       |                       |  |   |                             |                             |                             |
|  | 1                              | HK Dinamo Moscou               | 3                              |   |                         |                            |                            |                            |  |   |                         |                       |                       |  |   |                             |                             |                             |
|  | 8                              | Lokomotiv Iaroslavl            | 4                              |   |                         |                            |                            |                            |  |   |                         |                       |                       |  |   |                             |                             |                             |
|  | 8                              | Lokomotiv Iaroslavl            | 4                              |   | 8                       | Lokomotiv Iaroslavl        | 4                          |                            |  |   |                         |                       |                       |  |   |                             |                             |                             |
|  |                                |                                |                                |   | 8                       | Lokomotiv Iaroslavl        | 4                          |                            |  |   |                         |                       |                       |  |   |                             |                             |                             |
|  |                                | 2                              | SKA Saint-Pétersbourg          | 2 |                         |                            |                            |                            |  |   |                         |                       |                       |  |   |                             |                             |                             |
|  | 2                              | 2                              | SKA Saint-Pétersbourg          | 2 | SKA Saint-Pétersbourg   | 4                          |                            |                            |  |   |                         |                       |                       |  |   |                             |                             |                             |
|  | 2                              |                                |                                |   | SKA Saint-Pétersbourg   | 4                          |                            |                            |  |   |                         |                       |                       |  |   |                             |                             |                             |
|  | 7                              | HK CSKA Moscou                 | 0                              |   |                         |                            |                            |                            |  |   |                         |                       |                       |  |   |                             |                             |                             |
|  | 7                              | HK CSKA Moscou                 | 0                              |   |                         |                            |                            |                            |  | 8 | Lokomotiv Iaroslavl     | 1                     |                       |  |   |                             |                             |                             |
|  | Conférence Ouest               |                                |                                |   |                         |                            |                            |                            |  | 8 | Lokomotiv Iaroslavl     | 1                     |                       |  |   |                             |                             |                             |
|  |                                | 3                              | HC Lev Prague                  | 4 |                         |                            |                            |                            |  |   |                         |                       |                       |  |   |                             |                             |                             |
|  | 3                              | 3                              | HC Lev Prague                  | 4 | HC Lev Prague           | 4                          |                            |                            |  |   |                         |                       |                       |  |   |                             |                             |                             |
|  | 3                              |                                |                                |   | HC Lev Prague           | 4                          |                            |                            |  |   |                         |                       |                       |  |   |                             |                             |                             |
|  | 6                              | KHL Medveščak Zagreb           | 0                              |   |                         |                            |                            |                            |  |   |                         |                       |                       |  |   |                             |                             |                             |
|  | 6                              | KHL Medveščak Zagreb           | 0                              |   | 3                       | HC Lev Prague              | 4                          |                            |  |   |                         |                       |                       |  |   |                             |                             |                             |
|  |                                |                                |                                |   | 3                       | HC Lev Prague              | 4                          |                            |  |   |                         |                       |                       |  |   |                             |                             |                             |
|  |                                | 4                              | Donbass Donetsk                | 2 |                         |                            |                            |                            |  |   |                         |                       |                       |  |   |                             |                             |                             |
|  | 4                              | 4                              | Donbass Donetsk                | 2 | Donbass Donetsk         | 4                          |                            |                            |  |   |                         |                       |                       |  |   |                             |                             |                             |
|  | 4                              |                                |                                |   | Donbass Donetsk         | 4                          |                            |                            |  |   |                         |                       |                       |  |   |                             |                             |                             |
|  | 5                              | Dinamo Riga                    | 3                              |   |                         |                            |                            |                            |  |   |                         |                       |                       |  |   |                             |                             |                             |
|  | 5                              | Dinamo Riga                    | 3                              |   |                         |                            |                            |                            |  |   |                         |                       |                       |  | 3 | HC Lev Prague               | 3                           |                             |
|  |                                |                                |                                |   |                         |                            |                            |                            |  |   |                         |                       |                       |  | 3 | HC Lev Prague               | 3                           |                             |
|  |                                | 1                              | Metallourg Magnitogorsk        | 4 |                         |                            |                            |                            |  |   |                         |                       |                       |  |   |                             |                             |                             |
|  | 1                              | 1                              | Metallourg Magnitogorsk        | 4 | Metallourg Magnitogorsk | 4                          |                            |                            |  |   |                         |                       |                       |  |   |                             |                             |                             |
|  | 1                              |                                |                                |   | Metallourg Magnitogorsk | 4                          |                            |                            |  |   |                         |                       |                       |  |   |                             |                             |                             |
|  | 8                              | Admiral Vladivostok            | 1                              |   |                         |                            |                            |                            |  |   |                         |                       |                       |  |   |                             |                             |                             |
|  | 8                              | Admiral Vladivostok            | 1                              |   | 1                       | Metallourg Magnitogorsk    | 4                          |                            |  |   |                         |                       |                       |  |   |                             |                             |                             |
|  |                                |                                |                                |   | 1                       | Metallourg Magnitogorsk    | 4                          |                            |  |   |                         |                       |                       |  |   |                             |                             |                             |
|  |                                | 6                              | Sibir Novossibirsk             | 0 |                         |                            |                            |                            |  |   |                         |                       |                       |  |   |                             |                             |                             |
|  | 3                              | 6                              | Sibir Novossibirsk             | 0 | Ak Bars Kazan           | 2                          |                            |                            |  |   |                         |                       |                       |  |   |                             |                             |                             |
|  | 3                              |                                |                                |   | Ak Bars Kazan           | 2                          |                            |                            |  |   |                         |                       |                       |  |   |                             |                             |                             |
|  | 6                              | Sibir Novossibirsk             | 4                              |   |                         |                            |                            |                            |  |   |                         |                       |                       |  |   |                             |                             |                             |
|  | 6                              | Sibir Novossibirsk             | 4                              |   |                         |                            |                            |                            |  | 1 | Metallourg Magnitogorsk | 4                     |                       |  |   |                             |                             |                             |
|  | Conférence Est                 |                                |                                |   |                         |                            |                            |                            |  | 1 | Metallourg Magnitogorsk | 4                     |                       |  |   |                             |                             |                             |
|  |                                | 4                              | Salavat Ioulaïev Oufa          | 1 |                         |                            |                            |                            |  |   |                         |                       |                       |  |   |                             |                             |                             |
|  | 2                              | 4                              | Salavat Ioulaïev Oufa          | 1 | Barys Astana            | 4                          |                            |                            |  |   |                         |                       |                       |  |   |                             |                             |                             |
|  | 2                              |                                |                                |   | Barys Astana            | 4                          |                            |                            |  |   |                         |                       |                       |  |   |                             |                             |                             |
|  | 7                              | Avtomobilist Iekaterinbourg    | 0                              |   |                         |                            |                            |                            |  |   |                         |                       |                       |  |   |                             |                             |                             |
|  | 7                              | Avtomobilist Iekaterinbourg    | 0                              |   | 2                       | Barys Astana               | 2                          |                            |  |   |                         |                       |                       |  |   |                             |                             |                             |
|  |                                |                                |                                |   | 2                       | Barys Astana               | 2                          |                            |  |   |                         |                       |                       |  |   |                             |                             |                             |
|  |                                | 4                              | Salavat Ioulaïev Oufa          | 4 |                         |                            |                            |                            |  |   |                         |                       |                       |  |   |                             |                             |                             |
|  | 4                              | 4                              | Salavat Ioulaïev Oufa          | 4 | Salavat Ioulaïev Oufa   | 4                          |                            |                            |  |   |                         |                       |                       |  |   |                             |                             |                             |
|  | 4                              |                                |                                |   | Salavat Ioulaïev Oufa   | 4                          |                            |                            |  |   |                         |                       |                       |  |   |                             |                             |                             |
|  | 5                              | Torpedo Nijni Novgorod         | 3                              |   |                         |                            |                            |                            |  |   |                         |                       |                       |  |   |                             |                             |                             |

#### Finale
| 18 avril | Metallourg Magnitogorsk | 0-3 (0-1, 0-1, 0-1) | Lev Prague | Arena Metallourg 7 500 spectateurs |

| Feuille de match     | Feuille de match | Feuille de match | Feuille de match | Feuille de match                                 |
| -------------------- | ---------------- | ---------------- | --- | ------------------------------------------------ |
|                      |                  | 0-1 0-2 0-3      | Sevc (Azevedo) — 13 min 35 s (SN) Vrána (Sekac, Thörnberg) — 24 min 35 s Azevedo (Novotný, Zackrisson) — 58 min 17 s (CV) | Arbitrage : Boulanov Koulakov Birine Zakharenkov |
| Vassili Kochetchkine | Gardiens         | Petri Vehanen    | | Arbitrage : Boulanov Koulakov Birine Zakharenkov |
| 25 min               | Pénalités        | 8 min            | | Arbitrage : Boulanov Koulakov Birine Zakharenkov |
| 21                   | Tirs             | 16               | | Arbitrage : Boulanov Koulakov Birine Zakharenkov |

| 20 avril | Metallourg Magnitogorsk | 4-1 (0-0, 3-0, 1-1) | Lev Prague | Arena Metallourg 6 906 spectateurs |

| Feuille de match     | Feuille de match | Feuille de match    | Feuille de match                | Feuille de match                         |
| -------------------- | --- | ------------------- | ------------------------------- | ---------------------------------------- |
|                      | Potekhine (Iounkov, Terechtchenko) — 23 min 4 s Zaripov (Lee, Moziakine) — 33 min 19 s Kovář (Moziakine) — 34 min 54 s Moziakine (Kovář, Ibraguimov) — 40 min 44 s | 1-0 2-0 3-0 4-0 4-1 | Azevedo (Mäenpää) — 56 min 35 s | Arbitrage : Belov Odins Mikhel Chikhanov |
| Vassili Kochetchkine | Gardiens | Petri Vehanen       |                                 | Arbitrage : Belov Odins Mikhel Chikhanov |
| 14 min               | Pénalités | 49 min              |                                 | Arbitrage : Belov Odins Mikhel Chikhanov |
| 24                   | Tirs | 36                  |                                 | Arbitrage : Belov Odins Mikhel Chikhanov |

| 22 avril | Lev Prague | 3-2 (1-0, 0-1, 2-1) | Metallourg Magnitogorsk | O2 Arena 16 435 spectateurs |

| Feuille de match | Feuille de match | Feuille de match     | Feuille de match                                                           | Feuille de match                          |
| ---------------- | --- | -------------------- | -------------------------------------------------------------------------- | ----------------------------------------- |
|                  | Sekac (Vrána, Thörnberg) — 1 min 25 s Azevedo (Oystrick, Mäenpää) — 50 min 59 s (SN) Azevedo (Mäenpää) — 59 min 36 s | 1-0 1-1 2-1 2-2 3-2  | Moziakine (Zaripov) — 38 min 57 s (SN) Paré (Moziakine, Lee) — 58 min 42 s | Arbitrage : Olenine Rönn Sivov Chelianine |
| Petri Vehanen    | Gardiens | Vassili Kochetchkine |                                                                            | Arbitrage : Olenine Rönn Sivov Chelianine |
| 10 min           | Pénalités | 8 min                |                                                                            | Arbitrage : Olenine Rönn Sivov Chelianine |
| 35               | Tirs | 20                   |                                                                            | Arbitrage : Olenine Rönn Sivov Chelianine |

| 24 avril | Lev Prague | 3-5 (2-2, 1-1, 0-2) | Metallourg Magnitogorsk | O2 Arena (Prague) 17 073 spectateurs |

| Feuille de match | Feuille de match                                                                                              | Feuille de match                | Feuille de match | Feuille de match                              |
| ---------------- | --- | ------------------------------- | --- | --------------------------------------------- |
|                  | Ullström (Kapanen) — 7 min 10 s Azevedo (Zackrisson) — 17 min 13 s Němec (Azevedo, Kapanen) — 26 min 2 s (SN) | 0-1 1-1 2-1 2-2 3-2 3-3 3-4 3-5 | Khabarov (Timkine) — 3 min 57 s Antipine (Zaripov) — 18 min 12 s (SN) Antipine (Moziakine, Kovář) — 34 min 2 s Zaripov (Moziakine, Antipine) — 40 min 38 s Zaripov (Moziakine, Kovář) — 44 min 7 s (SN) | Arbitrage : Gofman Radovine Dedioula Gordenko |
| Petri Vehanen    | Gardiens | Vassili Kochetchkine            | | Arbitrage : Gofman Radovine Dedioula Gordenko |
| 15 min           | Pénalités | 19 min                          | | Arbitrage : Gofman Radovine Dedioula Gordenko |
| 21               | Tirs | 22                              | | Arbitrage : Gofman Radovine Dedioula Gordenko |

| 26 avril | Metallourg Magnitogorsk | 2-1 (pr) (0-0, 1-0, 0-1, 1-0) | Lev Prague | Arena Metallourg 7 700 spectateurs |

| Feuille de match     | Feuille de match                                                         | Feuille de match | Feuille de match                         | Feuille de match                            |
| -------------------- | ------------------------------------------------------------------------ | ---------------- | ---------------------------------------- | ------------------------------------------- |
|                      | Moziakine (Kovář) — 25 min 36 s Moziakine (Zaripov, Kovář) — 68 min 43 s | 1-0 1-1 2-1      | Azevedo (Zackrisson, Sevc) — 42 min 54 s | Arbitrage : Boulanov Odins Sivov Chelianine |
| Vassili Kochetchkine | Gardiens                                                                 | Petri Vehanen    |                                          | Arbitrage : Boulanov Odins Sivov Chelianine |
| 0 min                | Pénalités                                                                | 0 min            |                                          | Arbitrage : Boulanov Odins Sivov Chelianine |
| 25                   | Tirs                                                                     | 36               |                                          | Arbitrage : Boulanov Odins Sivov Chelianine |

| 28 avril | Lev Prague | 5-4 (pr) (2-1, 1-3, 1-0, 1-0) | Metallourg Magnitogorsk | O2 Arena (Prague) 16 894 spectateurs |

| Feuille de match | Feuille de match | Feuille de match                    | Feuille de match | Feuille de match                           |
| ---------------- | --- | ----------------------------------- | --- | ------------------------------------------ |
|                  | Azevedo (Sevc, Němec) — 13 min 53 s (SN) Sevc (Němec, Azevedo) — 19 min 9 s O'Byrne (Birner, Řepík) — 27 min 58 s Mäenpää — 57 min 39 s Oystrick (Zackrisson) — 63 min 53 s | 0-1 1-1 2-1 2-2 2-3 3-3 3-4 4-4 5-4 | Moziakine (Zaripov, Kovář) — 9 min 47 s Iounkov (Osala, Terechtchenko) — 22 min 35 s Lee (Brent, Timkine) — 24 min 55 s Paré (Moziakine, Iounkov) — 38 min 41 s | Arbitrage : Boulanov Rönn Bourine Dedioula |
| Patri Vehanen    | Gardiens | Vassili Kochetchkine                | | Arbitrage : Boulanov Rönn Bourine Dedioula |
| 4 min            | Pénalités | 4 min                               | | Arbitrage : Boulanov Rönn Bourine Dedioula |
| 32               | Tirs | 30                                  | | Arbitrage : Boulanov Rönn Bourine Dedioula |

| 30 avril | Metallourg Magnitogorsk | 7-4 (1-1, 3-1, 3-2) | Lev Prague | Arena Metallourg 7 482 spectateurs |

| Feuille de match          | Feuille de match | Feuille de match                            | Feuille de match | Feuille de match                           |
| ------------------------- | --- | ------------------------------------------- | --- | ------------------------------------------ |
|                           | Paré (Khabarov) — 4 min 43 s Birioukov (Antipine, Zaripov) — 23 min 32 s Kossov (Timkine, Kazionov) — 36 min 56 s Kovář (Antipine, Zaripov) — 37 min 37 s Moziakine (Zaripov, Kovář) — 43 min 10 s Zaripov (Kovář) — 52 min 25 s Iounkov (Paré, Osala) — 59 min 51 s (CV) | 1-0 1-1 2-1 2-2 3-2 4-2 5-2 6-2 6-3 6-4 7-4 | Ullström (Gragnani) — 13 min 49 s O'Byrne (Zackrisson) — 34 min 41 s Thörnberg (Vrána, Němec) — 53 min 55 s Azevedo (Novotný, Němec) — 58 min 19 s | Arbitrage : Odins Olenine Sivov Chelianine |
| Patri Vehanen Atte Engren | Gardiens | Vassili Kochetchkine                        | | Arbitrage : Odins Olenine Sivov Chelianine |
| 0 min                     | Pénalités | 32 min                                      | | Arbitrage : Odins Olenine Sivov Chelianine |
| 22                        | Tirs | 47                                          | | Arbitrage : Odins Olenine Sivov Chelianine |

### Vainqueurs de la Coupe Gagarine
| Vainqueurs de la Coupe Gagarine Metallourg Magnitogorsk | Gardiens : Vassili Kochetchkine, Aleksandr Petchourski Défenseurs : Viktor Antipine, Ievgueni Birioukov, Rinat Ibraguimov, Iaroslav Khabarov, Chris Lee, Vladimir Malenkikh, Filip Metliouk, Sergueï Terechtchenko Attaquants : Tim Brent, Anton Chenfeld, Ievgueni Grigorenko, Mikhaïl Iounkov, Dmitri Kazionov, Iaroslav Kossov, Jan Kovář, Sergueï Moziakine, Oskar Osala, Francis Paré, Denis Platonov, Bogdan Potekhine, Vladimir Malinovski, Ievgueni Timkine, Danis Zaripov Entraîneur : Mike Keenan |

### Trophées
| Trophée                                                                           | Récipiendaire |
| --------------------------------------------------------------------------------- | --- |
| Trophée Vsevolod Bobrov de l'équipe ayant marqué le plus de buts                  | Metallourg Magnitogorsk, 227 buts |
| Meilleur pointeur                                                                 | Sergueï Moziakine (Metallourg Magnitogorsk), 73 points |
| Meilleur pointeur chez les défenseurs                                             | Kirill Koltsov (Salavat Ioulaïev Oufa), 42 points |
| Meilleur buteur                                                                   | Sergueï Moziakine (Metallourg Magnitogorsk), 34 buts |
| Meilleur différentiel plus-moins                                                  | Jan Kovář (Metallourg Magnitogorsk), +46 |
| Meilleur entraîneur                                                               | Mike Keenan (Metallourg Magnitogorsk) |
| Trophée Valentin Sytch du meilleur dirigeant                                      | Guennadi Velitchkine (Metallourg Magnitogorsk) |
| Joueur avec le meilleur esprit sportif                                            | Mat Robinson (Dinamo Riga) Sergueï Moziakine (Metallourg Magnitogorsk) |
| Trophée Seconde du buteur le plus rapide Trophée Seconde du buteur le plus tardif | Alekseï Terechtchenko (Ak Bars Kazan), 12 secondes Andreï Konev (Donbass Donetsk), 126 minutes, 14 secondes                                                                                     |
| Trophée Ironman (plus de matchs en trois ans)                                     | Maksim Iakoutsenia (Donbass Donetsk) |
| Meilleur gardien (sur vote des entraîneurs)                                       | Vassili Kochetchkine (Metallourg Magnitogorsk) |
| Meilleur joueur des séries éliminatoires                                          | |
| Meilleur joueur (crosse d'or)                                                     | Sergueï Moziakine (Metallourg Magnitogorsk) |
| Trophée du meilleur trio (ligne la plus prolifique en buts)                       | Sergueï Moziakine - Jan Kovář - Danis Zaripov (Metallourg Magnitogorsk) |
| Équipe type (casque d'or)                                                         | Curtis Sanford (Lokomotiv); Ilia Gorokhov (Lokomotiv) - Ondřej Němec (HC Lev) ; Sergueï Moziakine (Metallourg Magnitogorsk) - Danis Zaripov (Metallourg Magnitogorsk) - Justin Azevedo (HC Lev) |
| Trophée Tcherepanov (de la meilleure recrue)                                      | Andreï Vassilevski (Salavat Ioulaïev Oufa) |
| Trophée du meilleur arrêt (vote des partisans)                                    | Andreï Vassilevski (Salavat Ioulaïev Oufa) |
| Meilleur vétéran                                                                  | Alekseï Kalioujny (Dinamo Minsk) |
| Trophée Andreï Staravoïtov du meilleur arbitre                                    | Eduard Odins (Riga) |
| Trophée Andreï Zimine du meilleur médecin                                         | Mikhaïl Novikov (Metallourg Magnitogorsk) |
| Trophée Vladimir Piskounov du meilleur administrateur                             | Boris Ryb (Barys Astana). |
| Trophée Dmitri Ryjkov du meilleur journaliste                                     | Vladimir Dekhtiariov |
| Meilleur commentateur & analyste                                                  | Dmitri Fiodorov (télévision KHL) |
| Meilleure chaine de TV                                                            | TV Koupol (Saint-Pétersbourg) |

## VHL
La Ligue majeure de hockey (VHL) est le deuxième niveau du championnat de Russie. Elle est organisée par la KHL. La plupart de ces équipes sont affiliées à un club de KHL.

## MHL
La Molodiojnaïa Hokkeïnaïa Liga (désignée par le sigle MHL) est le championnat des équipes juniors de la KHL.